# Korotytsch
Korotytsch (ukrainisch Коротич; russisch Коротыч Korotytsch) ist eine Siedlung städtischen Typs in der ukrainischen Oblast Charkiw mit etwa 5000 Einwohnern (2019).
Die Mitte des 17. Jahrhunderts gegründete Ortschaft erhielt 1938 den Status einer Siedlung städtischen Typs und ist das Zentrum der gleichnamigen Siedlungsratsgemeinde im Westen des Rajon Charkiw. 
Korotytsch liegt nahe dem rechten Ufer des Udy und an der Fernstraße M 03/E 40 16 km westlich vom Oblastzentrum Charkiw. Die Bahnstrecke Borschtschi–Charkiw mitsamt Haltepunkt verläuft nördlich des Ortes.
Am 10. August 2018 wurde die Siedlung ein Teil der neugegründeten Siedlungsgemeinde Pissotschyn, bis dahin bildete sie zusammen mit dem Dorf Stara Moskowka (Стара Московка) und der Ansiedlung Nowyj Korotytsch (Новий Коротич) die gleichnamige Siedlungratsgemeinde Korotytsch (Коротичанська селищна рада/Korotytschanska selyschtschna rada) im Zentrum des Rajons Charkiw.